# ماركوس دون
ماركوس دون (بالإنجليزية: Monty Don)‏ هو  بريطاني، ولد في 8 يوليو 1955 في برلين في ألمانيا.

## وصلات خارجية
- ماركوس دون على موقع IMDb (الإنجليزية)
- ماركوس دون على موقع ديسكوغز (الإنجليزية)
- ماركوس دون على موقع قاعدة بيانات الفيلم (الإنجليزية)